# HMMWV
High Mobility Multipurpose Wheeled Vehicle (HMMWV eller Humvee) är en militär fyrhjulsdriven terrängbil som byggs av AM General. Den ersatte flera olika fordon, såsom M151 MUTT,  M561 Gama Goat, deras M718A1 och M792  ambulansversioner, CUCV, samt andra lätta fordon inom USA:s armé. Humveen används även av flera andra länder och organisationer.

## Egenskaper
HMMWV är utrustad med portalaxel för att erhålla sin höga markfrigång. Den har även skivbromsar på alla fyra hjul, men de sitter inte vid hjulen som på vanliga bilar, utan längre in mot mitten för att skydda bromsarna från skador då man kör i terräng.
Det finns minst 17 olika varianter av HMMWV i tjänst i USA:s militär. De används till last- och personaltransporter, plattformar för vapensystem, ambulanser, robotavfyrningsfordon med mera. Beroende på modell har fordonet ett säte fram och ett bak, eller två säten fram och två bak.
Tillvalsbar utrustning inkluderar en vinschsystem med en maximal brottstyrka på 2,7 ton och tilläggspansar. På typerna M1025 och M1043/M1044 finns möjlighet att montera MK19 granatspruta, M2 tung kulspruta samt kulsprutorna M240 och M249. Vissa nya HMMWV har utrustning som gör det möjligt för skytten att använda vapnen inifrån fordonet.

## Historia
På 1970-talet beslutade USA:s armé att de militariserade civila fordon som användes inte längre mötte deras krav. År 1977 utvecklade Lamborghini fordonet Cheetah i ett försök att möta de krav som armén ställde. 1979 tillkännagav man de slutgiltiga specifikationerna för ett mångsidigt hjulburet fordon med stor rörlighet. I juli samma år började AM General att designa ett sådant och mindre än ett år senare började de testa den första prototypen, M998.
I juni 1981 gick kontraktet till AM General för att utveckla ytterligare prototyper som levererades till den amerikanska krigsmakten för ytterligare tester. Företaget fick sedan det inledande kontraktet för att tillverka 55 000 HMMWV för leverans under 1985. HMMWV användes för första gången i strid i USA:s invasion av Panama år 1989. Fordonet tillverkas i Mishawaka i Indiana.
HMMWV har blivit stommen i flera länders försvarsmakter runt om i världen. Över 10 000 stycken användes av koalitionsstyrkor under Kuwaitkriget och Irakkriget. I början av 2009 hade totalt 190 000 HMMWV levererats till flera olika länder.

## Skydd

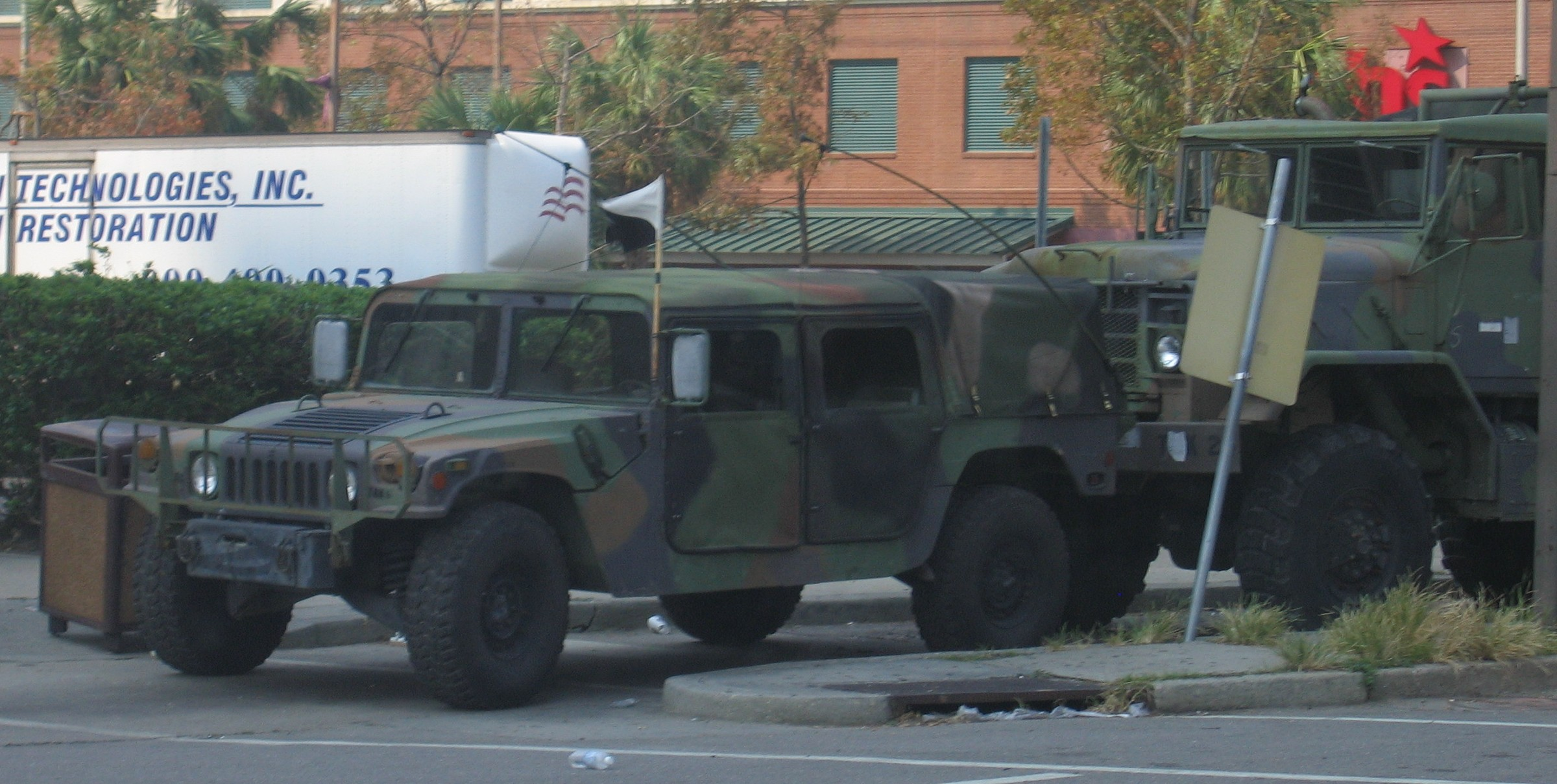
Obepansrad Humvee under räddningsarbetet efter Orkanen Katrina

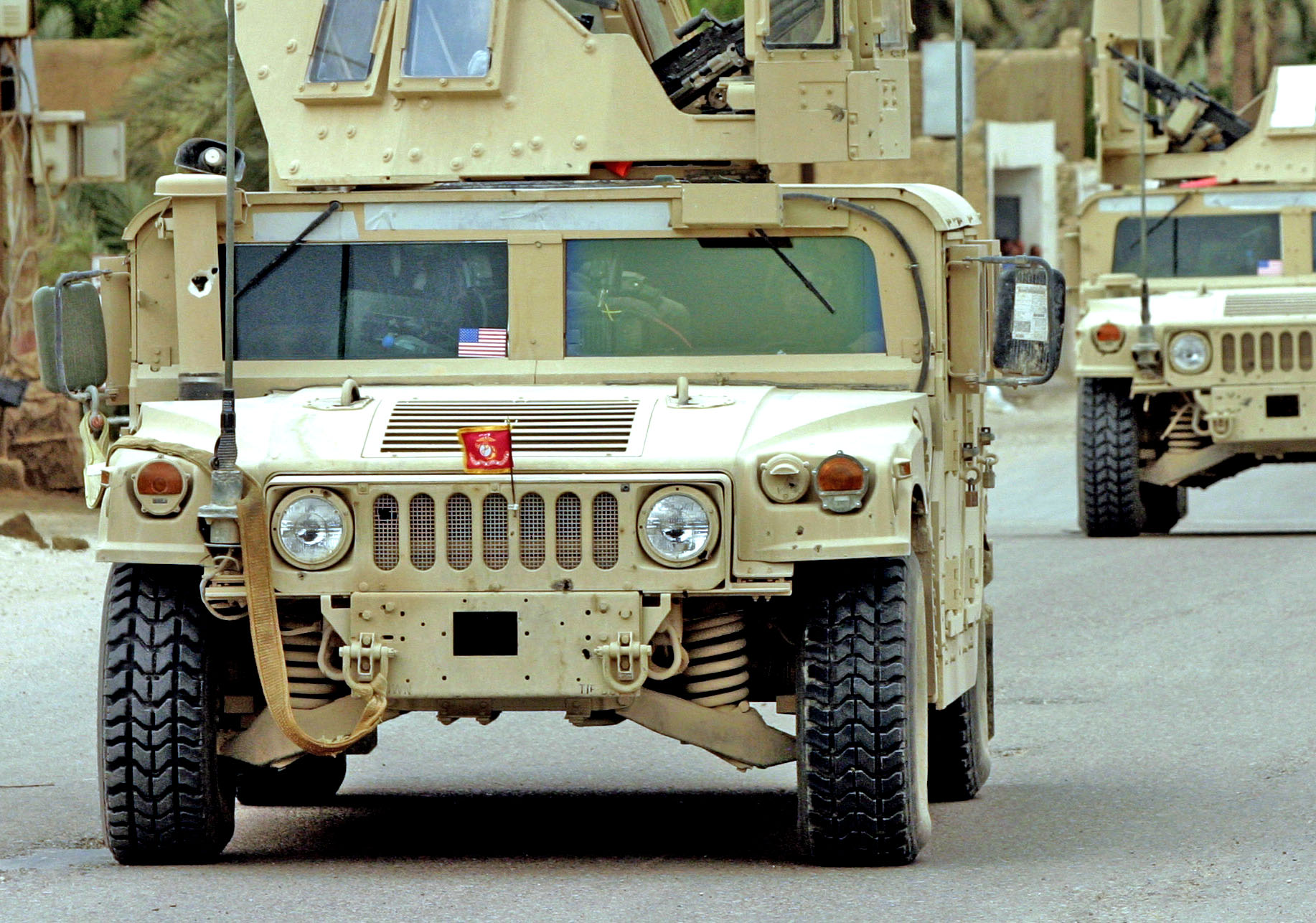
M1114 tillhörande USA:s marinkår med bepansrade torn i Irak

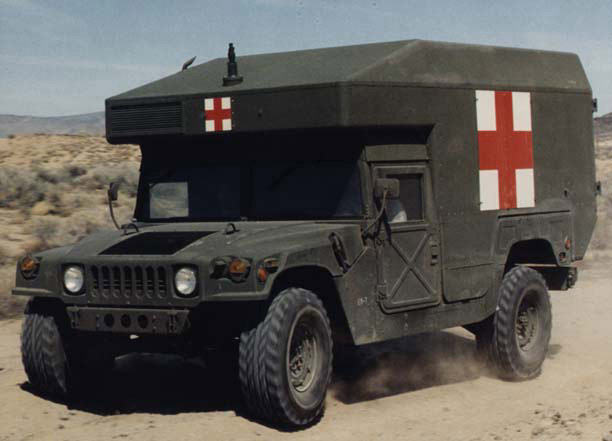
Humvee i ambulansversion

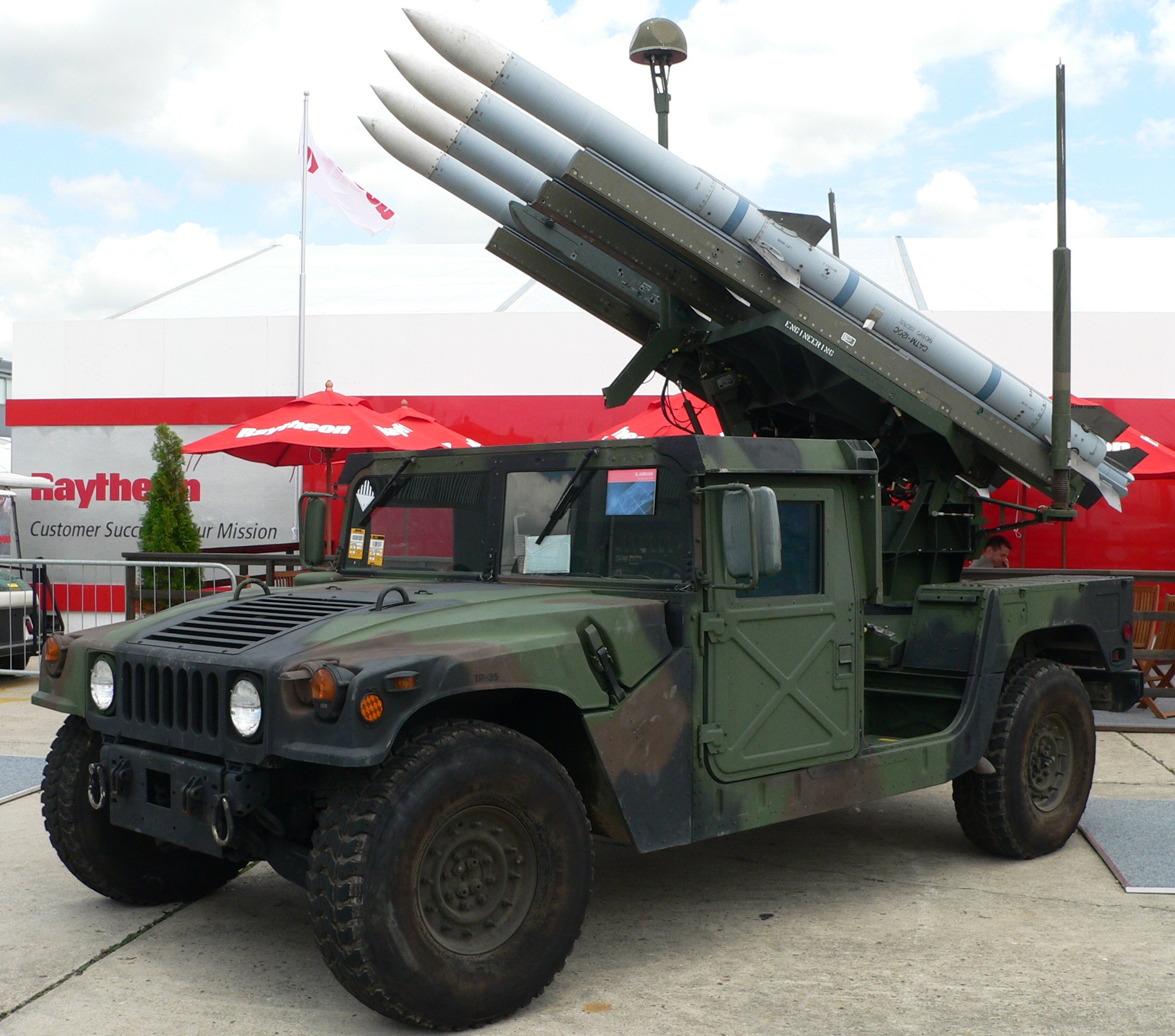
Robotbestyckad Humvee

När HMMWV konstruerades var de tänkta användningsområdena personal- och lätta lasttransporter bakom frontlinjerna. Liksom dess föregångare hade de första HMMWV ingen bepansring eller annat skydd mot beskjutning. Det innebar inga problem under normala krigsförhållanden, såsom i Operation Desert Storm.  Sedermera började de dock användas i direkt strid, såsom under Slaget om Mogadishu, varför det sedermera stod klart att fordonen behövde bepansring.
Efter Somalia utvecklades därför M1114, en bepansrad version av Humveen, som kunde stå emot beskjutning av lätta vapen. M1114 har tillverkats sedan 1996, men produktionen tog fart först under Irakkriget och utgör den större delen av de HMMWV som tillverkas. M1114 har bepansrat chassi av härdat stål och rutor av skottsäkert glas. På grund av dess ökade vikt har M1114 en större motor och kraftigare fjädring än den obepansrade M998.

## Brukare
Förutom USA och Kanada används HMMWV av följande länder:
- Afghanistan (213+ av 2500 lovade)
- Albanien (20)
- Algeriet (200+)
- Argentina
- Bosnien och Hercegovina Ett mindre antal beställda
- Bulgarien (50)[5]
- Chile (200+)
- Colombia (400+)
- Danmark (30)
- Dominikanska republiken
- Ecuador (cirka 30 fordon)
- Egypten (3 890+)
- Filippinerna (300)
- Georgien
- Grekland (500+ licensbyggda i Grekland)
- Irak (3 961+)
- Iran (10–20 överförda från Iraks armé)
- Israel (2 000+)
- Jemen
- Kina (tillverkar egna HMMWV)
- Kroatien (beställt 12 stycken för uppdrag i Afghanistan)
- Lettland
- Libanon (285 av 300 beställda)
- Litauen
- Luxemburg
- Makedonien (56)
- Mexiko (3 638+)
- Marocko (650)
- Panama
- Polen (217)
- Portugal
- Taiwan
- Tjeckien[6]
- Rumänien (8 av 50–100)
- Saudiarabien
- Serbien 21
- Slovakien
- Slovenien (30)
- Spanien (150+)
- Thailand
- Turkiet
- Ukraina (t o m mars 2023 har USA donerat över 2.000)
- Ungern (M1151)
- Venezuela
- Zimbabwe